# ГЕС Aviemore
ГЕС Aviemore — гідроелектростанція на Південному острові Нової Зеландії. Знаходячись між ГЕС Benmore (вище по течії) та ГЕС Waitaki, входить до складу каскаду у сточищі річки Waitaki, яка дренує східний схил Південних Альп та тече до впадіння в Тихий океан на східному узбережжі острова за шість десятків кілометрів на південь від Тімару.
В межах проекту річку перекрили комбінованою греблею, яка включає бетонну та земляну секції з максимальною висотою 56 та 48 метрів відповідно. Загальна довжина споруди становить 760 метрів, в тому числі 330 метрів бетонної частини. Гребля утримує водосховище з площею поверхні 29 км2, яке вміщує біля 0,5 млрд м3 (втім, корисний об'єм значно менше, оскільки у сховищі припустиме коливання рівня поверхні в операційному режимі лише у дуже малому діапазоні — між позначками 267,7 та 268,3 метра НРМ).
Зі сховища через водоводи діаметром по 7 метрів ресурс подається у пригреблевий машинний зал, де встановили чотири турбіни типу Френсіс потужністю по 55 МВт. При напорі у 37 метрів вони забезпечують виробництво 930 млн кВт-год електроенергії на рік.
При греблі облаштований спеціальний обвідний канал довжиною 1 км, який забезпечує природну міграцію форелі.